# The Little Red Hen

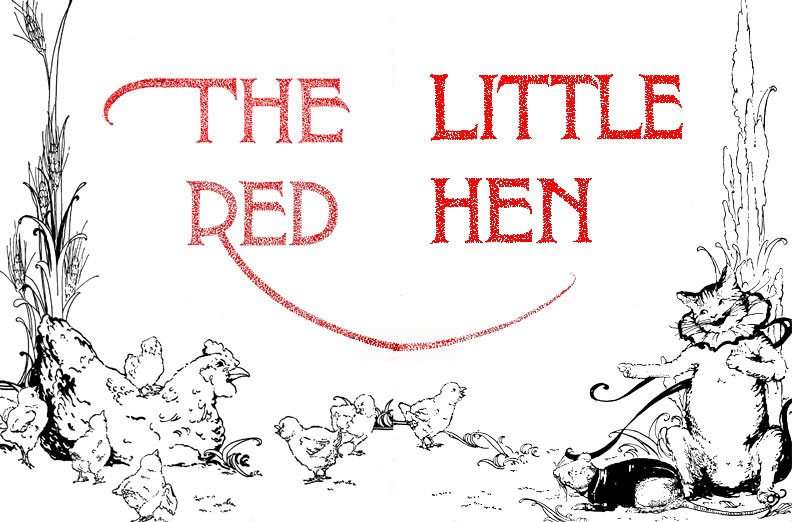
La gallinita roja, portada, 1918.

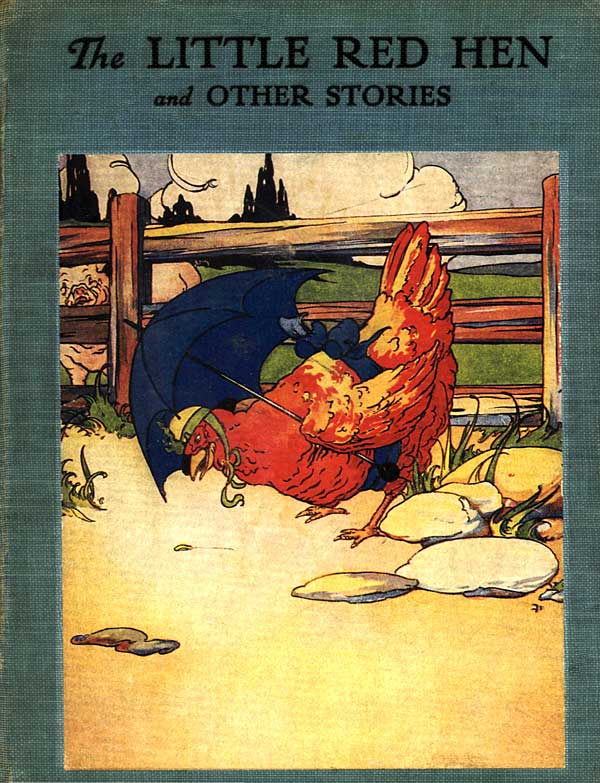
La gallinita roja, ilustrada por Florence White Williams.

The Little Red Hen (La gallinita roja) es una fábula estadounidense recogida por primera vez por Mary Mapes Dodge en la revista St. Nicholas en 1874. La historia pretende enseñar a los niños la importancia del trabajo duro y la iniciativa personal. 

## La historia
Una gallina que vive en una granja encuentra un poco de trigo y decide hacer pan con él. Le pide a los otros animales de la granja que la ayuden a plantar el trigo, pero ellos se niegan. La gallina entonces planta, cuida, cosecha y muele el trigo para convertirlo en harina antes de hornearlo en pan; en cada etapa del proceso la gallina vuelve a pedir ayuda a los animales y éstos se niegan. Finalmente la gallina completa su tarea y pregunta quién le ayudará a comerse el pan. Esta vez los animales aceptan con entusiasmo, pero la gallina los rechaza diciendo que, al igual que ella sola hizo el pan, se lo comerá ella sola, y se va con su pan. 

## Antecedentes y adaptaciones
El cuento está basado en una historia que la madre de Dodge le contaba a menudo. Originalmente los otros animales además de la gallina son: una rata, un gato, un perro, un pato y un cerdo. Algunas adaptaciones posteriores a menudo reducen el número de los otros animales a tres. 
La historia probablemente fue pensada como una introducción a la literatura para jóvenes lectores, pero se apartaba de las historias altamente moralistas, a menudo religiosas, escritas con el mismo propósito. Las adaptaciones realizadas a lo largo de la década de 1880 incorporaron atractivas ilustraciones para mantener la atención del lector. El vocabulario repetitivo se sigue utilizando en las adaptaciones a fin de fomentar el aprendizaje de los lectores muy jóvenes.
Walt Disney Productions produjo en 1934 una adaptación animada de la historia titulada The Wise Little Hen. Es notable por ser la primera aparición del Pato Donald como uno de los animales perezosos que se niegan a ayudar a la gallina. 

### Revisiones
Las revisiones políticas de la historia incluyen una versión conservadora basada en un monólogo de Ronald Reagan de 1976. Esta versión presenta a un granjero que afirma que la gallina está siendo injusta al negarse a compartir el pan y la obliga a hacerlo, eliminando el incentivo de la gallina para trabajar y causando pobreza en la granja. Otra versión satiriza el capitalismo al representar a la gallina prometiendo a los animales rebanadas de pan si la ayudan, pero quedándose con la rebanada más grande para ella misma a pesar de no haber hecho ningún trabajo. Una versión de Malvina Reynolds adapta la historia en un himno socialista pro-trabajo mientras la gallina retiene los frutos de su trabajo, diciendo "Y por eso la llamaron Roja".
Un episodio de la serie animada Super Why! presenta una revisión de la historia. En el episodio, los Súper Lectores cambian el final para que la gallina le diga a los animales por qué necesita su ayuda y ellos escuchan, permitiéndoles ayudarla a terminar el pan para que lo comparta con ellos. 

## En la cultura popular
- La canción de blues " Little Red Rooster " de Willie Dixon está vagamente basada en la historia. El gallo perezoso de la canción es lo opuesto a la gallina trabajadora, siendo "demasiado perezoso para cacarear durante el día".